# Thelypteris scalpturoides
Thelypteris scalpturoides är en kärrbräkenväxtart som först beskrevs av Fée, och fick sitt nu gällande namn av C. Reed. Thelypteris scalpturoides ingår i släktet Thelypteris och familjen Thelypteridaceae. Utöver nominatformen finns också underarten T. s. glabriuscula.